# Гайдулян, Андрей Сергеевич
Андре́й Серге́евич Гайдуля́н (род. 12 апреля 1984, Кишинёв, Молдавская ССР, СССР) — российский актёр театра, кино, телевидения и дубляжа. Наиболее известен по роли Александра (Саши) Сергеева в телесериалах «Универ» и «СашаТаня», а также по участию в программе «Звёзды в Африке» на телеканале «ТНТ».

## Биография
Родился 12 апреля 1984 года в Кишинёве. Отец — Сергей Иванович Гайдулян — полковник МВД в отставке. Мать — преподаватель.
Дед — Иван Васильевич Гайдулян — лейтенант Военно-морского флота, участник обороны и освобождения Севастополя.
Театром начал увлекаться ещё в школе, также участвовал в КВН. Занимался в театральном кружке у Сергея Тиранина, актёра Государственного русского драматического театра имени Чехова. После окончания школы были попытки поступить в Щукинское училище и РАТИ, однако безуспешно.
Я был настолько наглым и самоуверенным, что серьёзно думал: в Москве меня ждут с распростёртыми объятиями. И когда получил «от ворот поворот» сначала в «Щуке», а потом — в РАТИ, это были сильнейшие удары по самолюбию.
В 2002 году поступил на актёрский факультет Института современного искусства, который окончил в 2006 году. После института некоторое время играл в театре «Глас». Начал сниматься в эпизодических ролях.
В 2007 был утверждён на главную роль в сериале-ситкоме «Универ». Ту же роль сыграл в продолжениях «Универ. Новая общага» и «СашаТаня» (отдельный спин-офф).
В 2013 году озвучивал персонажа Арта в русском дубляже мультфильма «Университет монстров».
С 2016 года занимается благотворительностью. В апреле снова приступил к участию в съёмках ситкома «СашаТаня».
В 2019 году вошёл в тройку «топ-10 интересных пользователям знаменитостей TikTok в России в 2019 году».

### Болезнь
24 июля 2015 года актёру был поставлен диагноз лимфома Ходжкина, после чего он уехал на лечение в Германию. После улучшения состояния, 2 февраля 2016 года Гайдулян вернулся в Москву.

### Личная жизнь
В 2009 году встречался с Риммой — бывшей сокурсницей, у них имеется общий сын Фёдор.
С 2011 года встречался с Дианой Очиловой, на которой должен был жениться в сентябре 2015 года, но свадьба была отменена из-за здоровья Андрея, в марте 2016 года пара рассталась, однако в мае отношения возобновились. 9 сентября 2016 года пара всё же сыграла свадьбу. В 2017 году стало известно о расставании супругов. Через три месяца после расторжения брака Андрей Гайдулян вышел в свет с 26-летней актрисой Александрой Велескевич. Предположительно, пара расписалась в США, детей в браке не было. Гайдулян развёлся с супругой Александрой Велескевич в июне 2023 года.

## Творчество

### Актёрские работы
| Год                    | Название фильма                                    | Роль                                             |
| ---------------------- | -------------------------------------------------- | ------------------------------------------------ |
| 2007                   | «Закон и порядок: Отдел оперативных расследований» | лаборант (фильм четвёртый «Расследование»)       |
| 2008                   | «Дачница»                                          | эпизод                                           |
| 2008—2011              | «Универ»                                           | Александр Сильвестрович Сергеев                  |
| 2011                   | «Полный контакт»                                   | Влад                                             |
| 2013                   | «Универ. День открытых дверей»                     |                                                  |
| 2013                   | «Друзья друзей»                                    | сотрудник полиции                                |
| 2013 — настоящее время | «СашаТаня»                                         | Александр Сильвестрович Сергеев (Саша)           |
| 2014                   | «Тайный город»                                     | Вадим                                            |
| 2016                   | «Медсестра» (короткометражка)                      | Бруно                                            |
| 2018                   | «Zомбоящик»                                        | парень-выпивоха, играющий в мяч / пассажир такси |
| 2018                   | «#V shkole»                                        | брат Пимпла                                      |
| 2021                   | «Красные пророчества»                              | агент № 3 Николай                                |
| 2022                   | «СамоИрония судьбы»                                | Женя Лукашин (во вступительной части)            |
| 2024                   | «Группировка «Нежить»»                             |                                                  |
| 202?                   | «Время есть!»                                      | Андрон Усики                                     |

### Дубляж
| Год  |    | Русское название     | Оригинальное название | Роль            |
| ---- | -- | -------------------- | --------------------- | --------------- |
| 2013 | мф | Университет монстров | Monsters University   | Арт (Чарли Дэй) |

### Театр
- «Шикарная свадьба»[1]
- «Номер 13»[24]
- «Мурлин Мурло»[25]
- «Опасные мальчики»

### Участие в видеоклипах
| Год  | Название               | Исполнитель    | Режиссёр        |
| ---- | ---------------------- | -------------- | --------------- |
| 2015 | «Люби меня долго»      | Ирина Дубцова  | Мария Скобелева |
| 2018 | «Танцуй под Бузову»    | Ольга Бузова   | Кирилл Дренясов |
| 2020 | «Давай останемся дома» | Ольга Бузова   |                 |
| 2020 | «Мани бой»             | Анна Семенович | Рустам Романов  |

### Участие в ТВ-шоу
Андрей Гайдулян неоднократно принимал участие в ТВ-шоу, в том числе:
- В 2016 году был гостем в программе «Comedy Club» на канале ТНТ[28]. В этом же году участвовал в программе «Где логика?»[29][30].
- В 2018 был гостем в ток-шоу «Андрей Малахов. Прямой эфир» на канале «Россия-1»[31].
- В 2019 году принимал участие в шоу «Студия Союз» на канале ТНТ (сезон 2 выпуск 41, участвовал вместе с Гусейном Гасановым)[32].
- В 2021 году принимал участие в телеигре «Устами младенца» на канале «Россия-1» (от 30 мая 2021). В сентябре этого же года стал участником шоу «Звёзды в Африке» на телеканале «ТНТ»[33][34].
- В 2021 году принимал участие в шоу «Двое на миллион» на канале ТНТ (сезон 2 выпуск 22, участвовал вместе с Араратом Кещяном)[35].
- В 2022 году принимал участие в шоу «Вундеркинды» на канале Пятница! (сезон 3 выпуск 22, участвовал вместе с Валентиной Рубцовой)[36].
- В 2025 году принимал участие в шоу «Битва шефов. Звезды» на канале Пятница! (сезон 1 выпуск 1, участвовал в команде Рената Агзамова вместе с Натаном Мировым, Стасом Натанзоном, Ксенией Новиковой и Кириллом Кошариным.)

### Съёмки в рекламе
23 октября 2019 года снялся в рекламе Банка ВТБ.